# Gennadi Shatkov
Gennadi Shatkov (em russo:  Геннадий Иванович Шатков; Leningrado, 27 de maio de 1932 – 14 de janeiro de 2009) foi um boxeador soviético, campeão olímpico.

## Carreira
Shatkov começou a lutar boxe aos doze anos de idade no centro de treinamento Young Pioneer Palaces, onde foi treinado por Ivan Pavlovich Osipov. Ele conquistou a medalha de ouro nos Jogos Olímpicos de Verão de 1956 em Melbourne, após derrotar o chileno Ramón Tapia na categoria peso médio e consagrar-se campeão.
Junto com sua carreira esportiva, Shatkov teve uma carreira científica notável. Depois de se formar na escola secundária, ingressou na Universidade Estadual de Leningrado em 1951 e recebeu o grau de Bacharel em Ciências Judiciais em 1962.